# فانس مارتن
فانس مارتن (بالإنجليزية: Vance Martin)‏ هو محافظ على الطبيعة أمريكي، ولد في 20 يوليو 1949 في واشنطن العاصمة في الولايات المتحدة.